# 铁线莲状马兜铃
铁线莲状马兜铃（Aristolochia clematitis，又称欧洲催生草）是马兜铃科缠绕草本植物，原产于欧洲。铁线莲状马兜铃叶心形，具淡黄色管状花，通过缠绕其他植物向光生长。

## 药用问题
虽然铁线莲状马兜铃有毒，此植物仍曾为一药用植物。在其原产地外仍能找到零星栽培的铁线莲状马兜铃。现已知此植物在罗马尼亚、保加利亚、塞尔维亚、克罗地亚及波黑造成数千例肾衰竭。服用者中也有罹患尿路恶性肿瘤的报告。
比利时一治疗肥胖的诊所在对病人开出使用马兜铃属其他植物制成的草药，若干月后一些病人罹患肾衰竭。此病例建立了铁线莲状马兜铃与马兜铃酸的联系。

## 图库

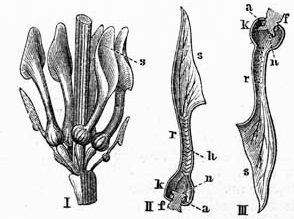
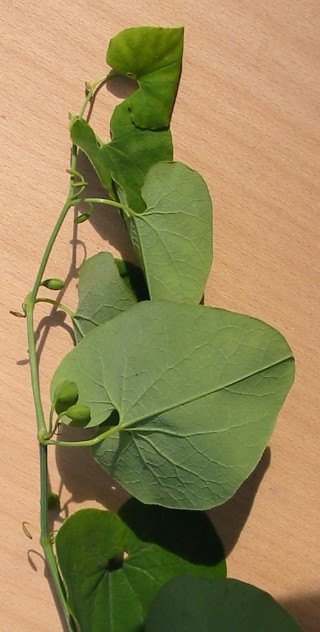
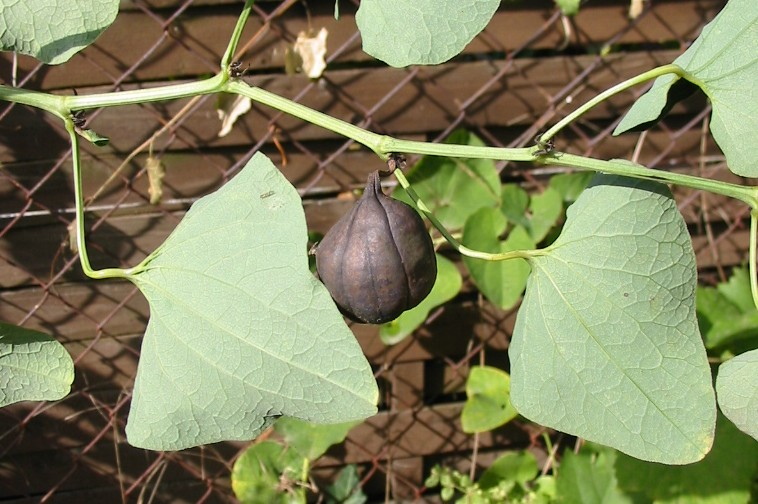

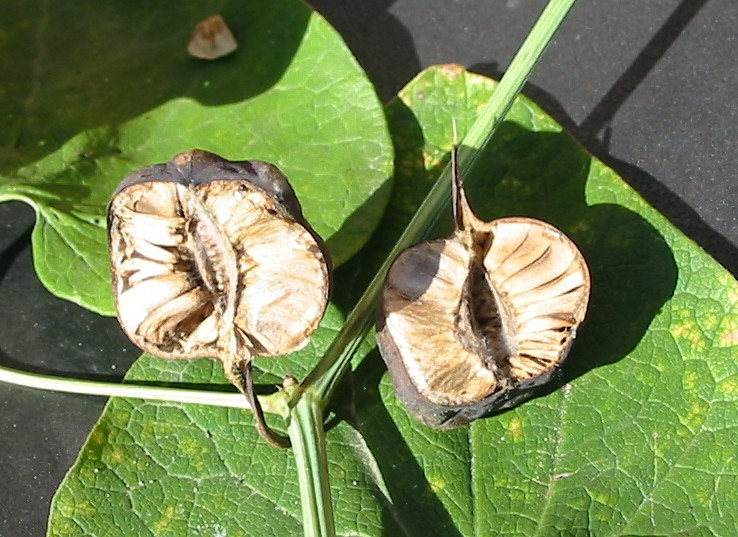
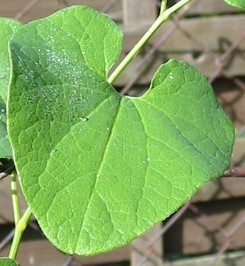
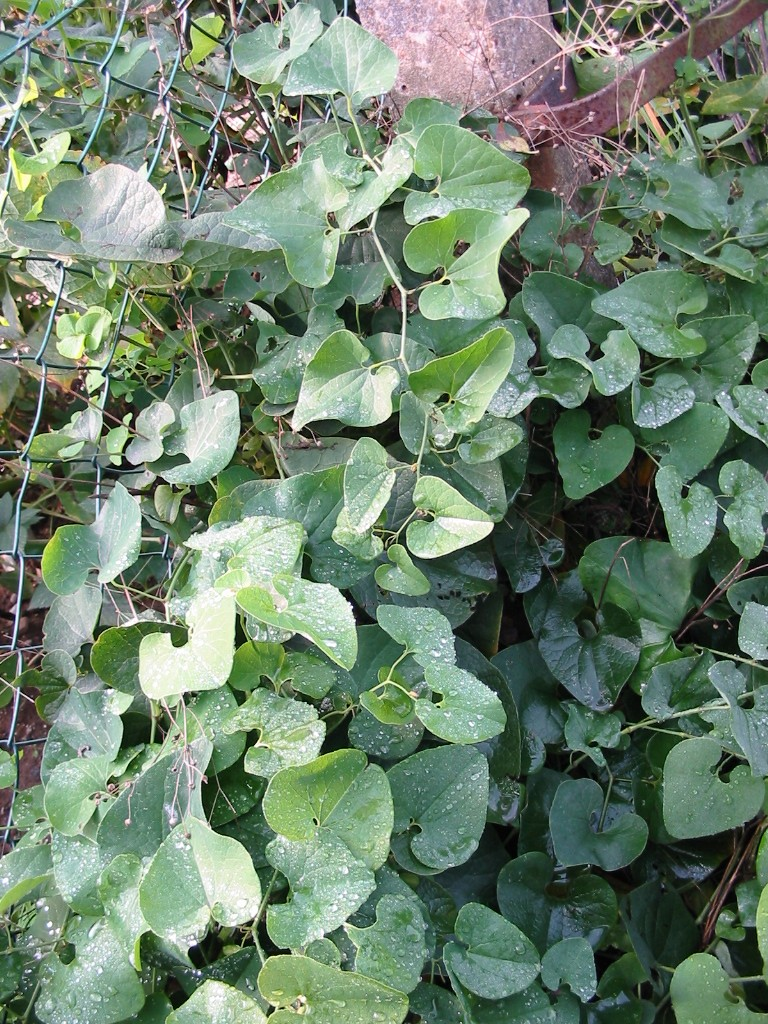

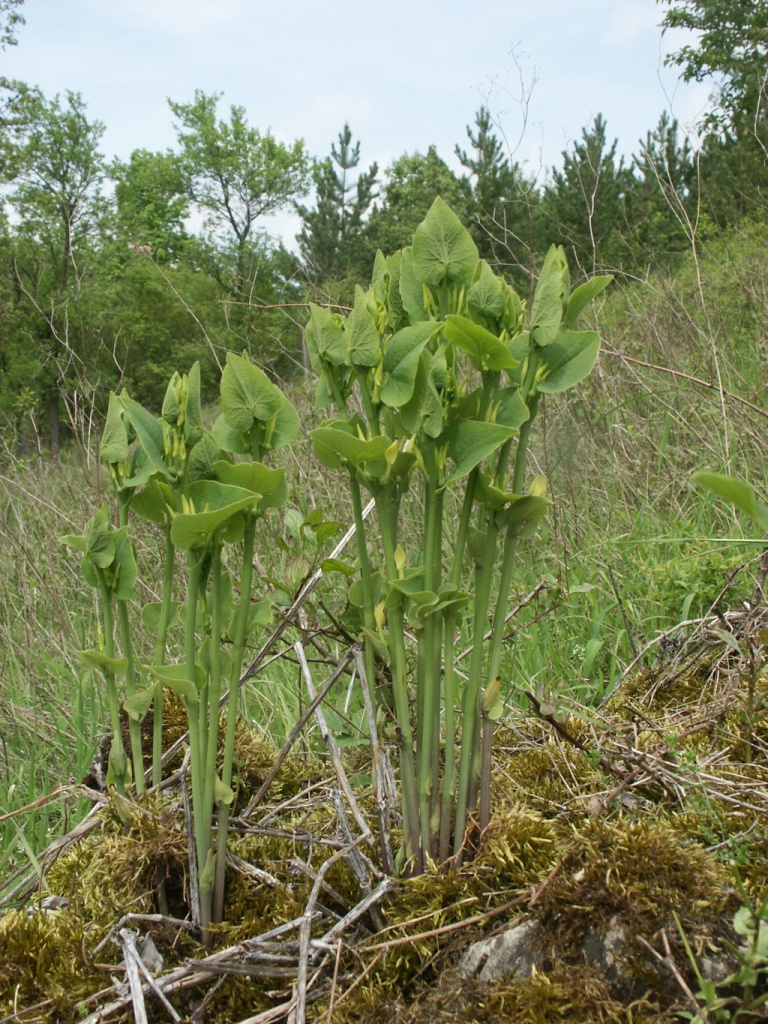
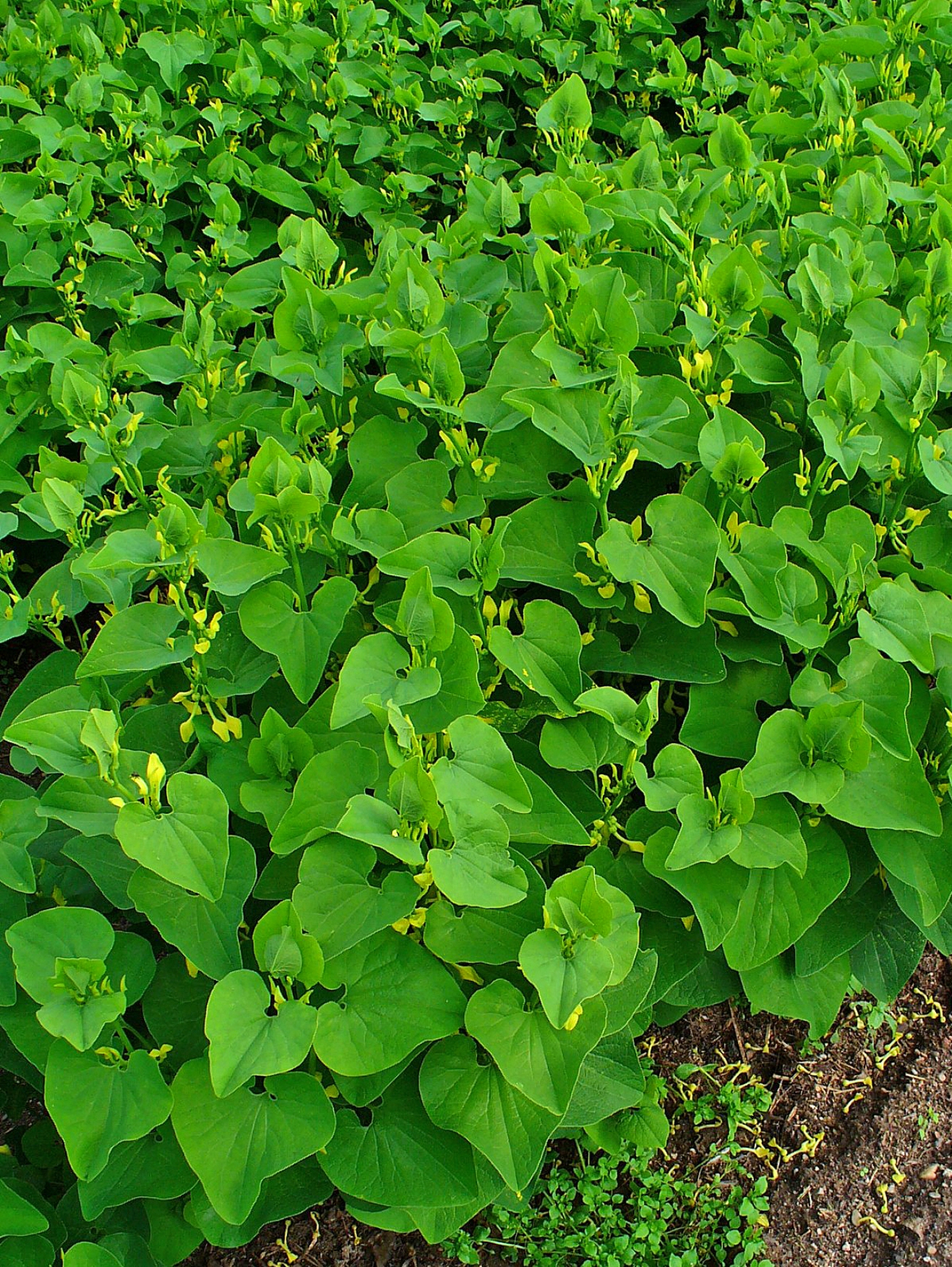

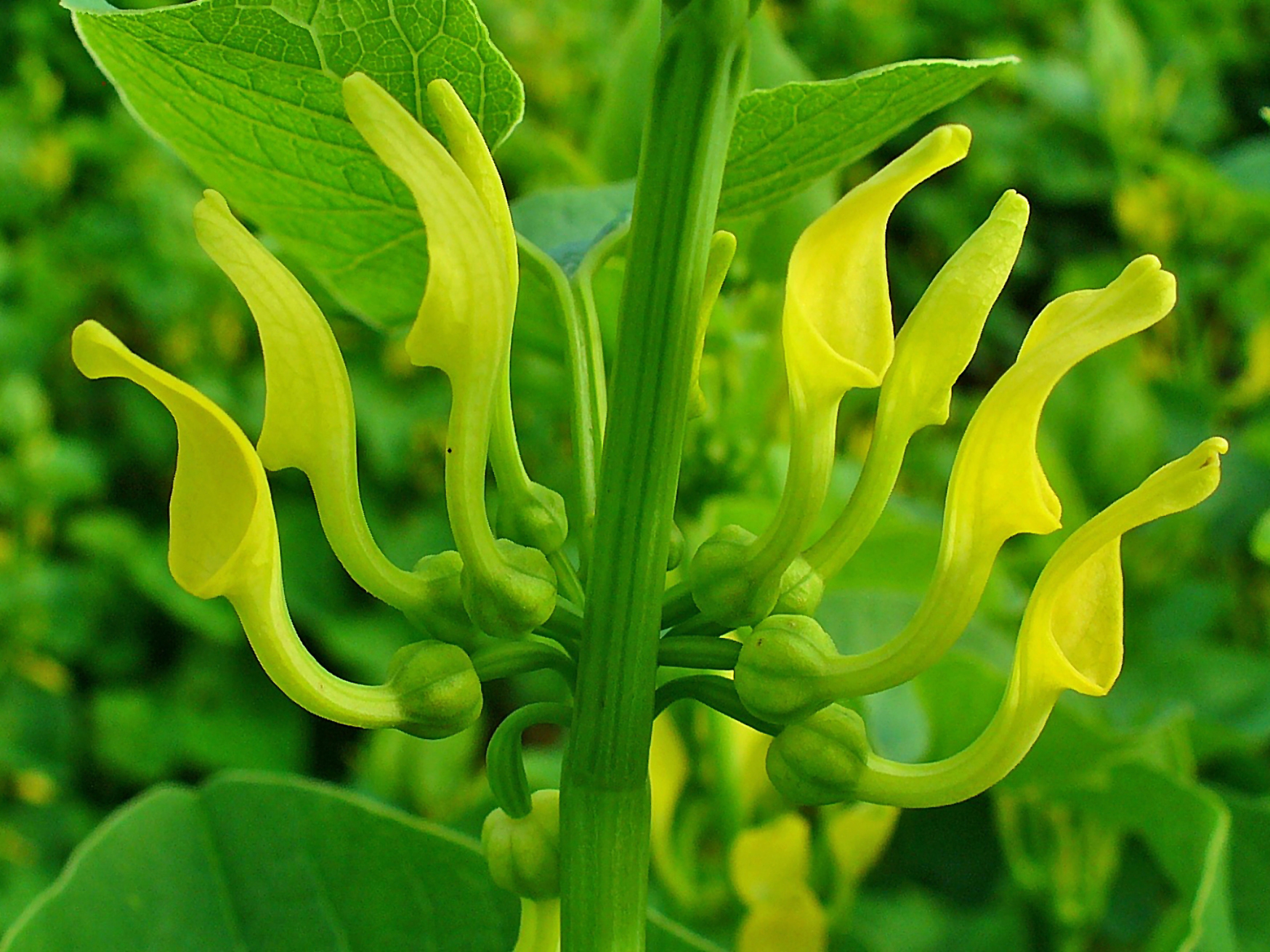
花
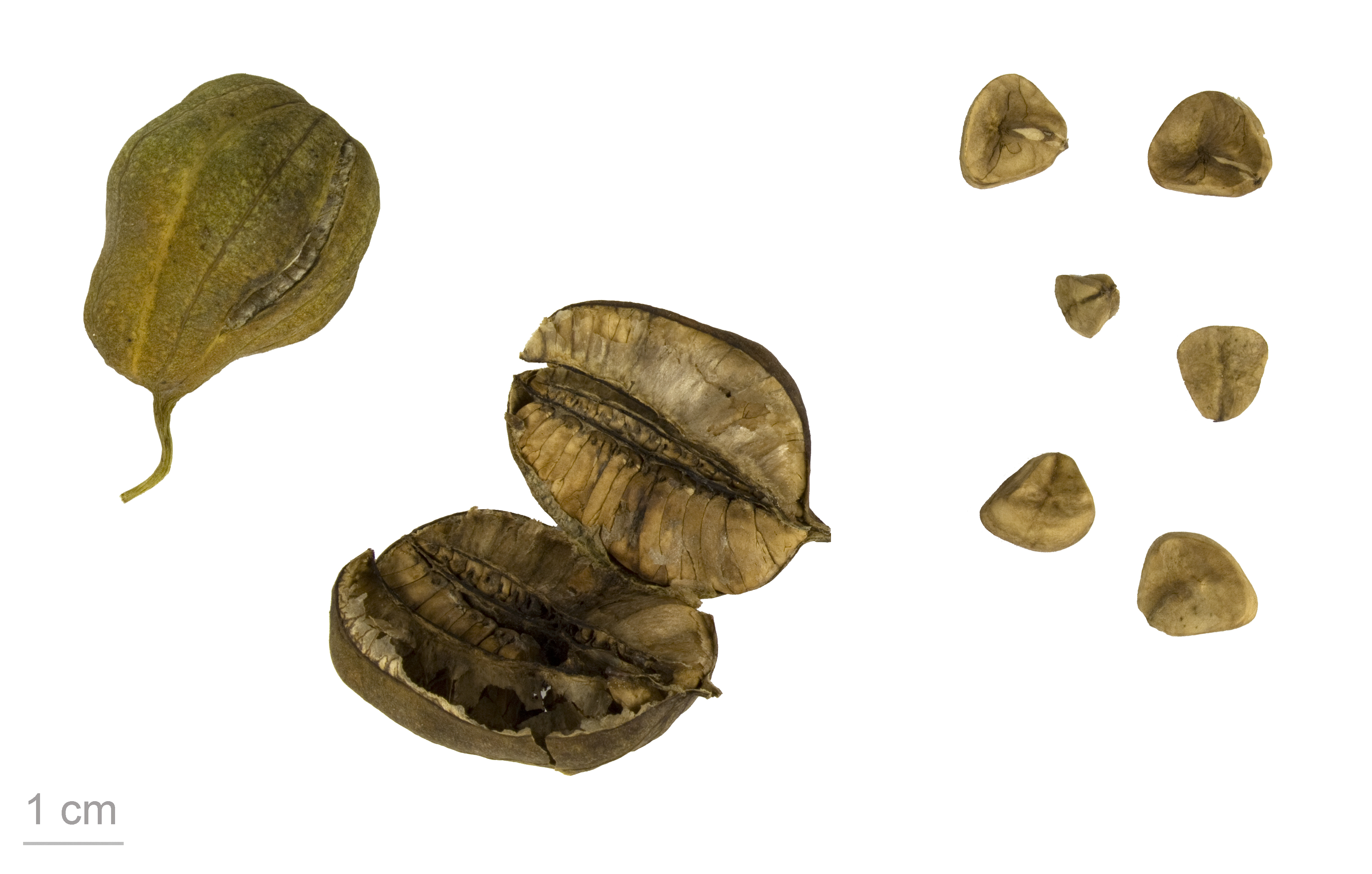
Aristolochia clematitis - Museum specimen